# Carpathia (chanson)
Pour les articles homonymes, voir Carpathia.
Carpathia est un single promotionnel de The Vision Bleak, publié en 2005 à 120 copies sous forme de cassette. Il était uniquement destiné aux membres du Prophecy Productions 'Abo' Club, qui fait partie du label discographique du groupe. Ses trois chansons se retrouvent sur l'album Carpathia - A Dramatic Poem publié plus tard dans l'année.

## Liste des chansons
1. The drama of the wicked 2:12
2. Secrecies in darkness 4:25
3. Carpathia 5:15